# Andragogie
Andragogia este știința formării adulților și se referă la metodele și principiile utilizate în educația lor.
Termenul „andragogie” este format din cuvintele grecești ἀνδρ- (andros), care înseamnă „om”, și ἀγωγός (gogos), care înseamnă călăuzire sau îndrumare. Prin urmare, andragogie înseamnă literal „îndrumător de om”, în contrast cu pedagogie, care înseamnă îndrumător de copii”.

### Definiții
O bogată diversitate de înțelesuri, o mare flexibilitate de semnificații și o multitudine de interpretări conceptuale oferă literatura de specialitate termenului de andragogie, de la „o filozofie”, „un ansamblu de presupoziții sau ipoteze”, „un set de îndrumări”, „o teorie comprehensivă a educației și formării adulților” până la „arta și știința de a-i ajuta pe adulți să învețe”. În sens larg, în literatura de specialitate, termenul se prezintă sub mai multe forme, cum ar fi „educație continuă”, „educație permanentă”, „educație matură”, chiar și „educație terțiară”, toate cu caracteristici naționale și lingvistice diferite, care stau la baza temei „educația adulților”. Pentru a fi înțeles mai bine termenul, s-a pornit de la ce înseamnă adult, la definirea din punct de vedere psihologic a adultului și apoi, la ce presupune procesul de educație a lui.

### Istoric
În trecut se considera că, pentru a te putea descurca în lume era suficientă transmiterea faptele cunoscute de la o generație la alta, cunoștințele astfel dobândite ajungând pentru întreaga viață. În secolul XX, acest lucru a început treptat să nu mai fie suficient  Alfred North Whitehead (1931) considera că acest proces de învățare a fost adecvat atâta timp cât durata schimbărilor culturale era mai mare decât durata de viață. Evoluția rapidă a tehnologiei, accelerarea schimbărilor sociale au condus la o scurtare a perioadei de înjumătățire a cunoștințelor și la necesitatea învățării pe tot parcursul vieții, în vederea adaptării la noile cerințe.
Termenul ”andragogie” a fost creat în anul 1833, de către educatorul german Alexander Kapp, în încercarea de a descrie practica lui Platon de instruire a elevilor lui, care erau tineri adulți. În anul 1920, un grup de personalități din diferite domenii, denumit „Hohenrodter Bund”, susținători ai educației populare libere, au dezvoltat în teorie și practică noua direcție a educației adulților.  În anul 1921 termenul este readus în atenție de către Eugen Rosenback, la o conferință în Frankfurt, și preluat de către Eugen Rosenstock-Huessy, în 1925. Pe măsură ce numărul adulților din mediul academic a crescut, conceptul de educația adulților a devenit din ce în ce mai popular. De menționat este faptul că instituțiie cele mai inovatoare și de anvergură, ale acelor vremuri, au fost Liceele Populare (Folk High Schools) fondate de episcopul danez Nikolaj Frederik Severin Grundtvig Liceele populare, destinate în primul rând să ofere educație țăranilor, au influențat în foarte mare măsură dezvoltarea unei filozofii legată de educația adulților. Gândirea lui Grundtvig a avut un efect major asupra celui care era considerat părintele educației pentru adulți în S.U.A. 
În 1926, educatorul american Eduard C. Lindeman, face o călătorie în Germania, devine prima persoană care duce conceptul în America și, deși a susținut  că andragogia reprezintă metoda de învățare a adulților, conceptul era unul sofisticat, teoretic, un antonim al „demagogiei” Greu de explicat  termenul nu a reușit să se impună decât peste mai mulți ani. În Marea Britanie, 1964, John Alexander Simpson, a lansat un apel prin care atrăgea atenția că andragogia ar putea reprezenta titlul pentru încercarea de identificare a cunoștințelor relevante pentru formarea celor preocupați de educația adulților.În acest timp, Malcom Knowles, educator american centrat pe educația adulților, aduna materiale încă de la sfârșitul celui de al doilea Război Mondial, până când a cunoscut termenul în anul 1966 de la Dusan Savicevic. Dusan Savicevic îi semnalează lui Knowles faptul că ceea ce face el, cercetătorii, în Europa, numesc „andragogie”. Knowles este cel care a pus „andragogia” pe locul pe care îl ocupă în contextul educației pentru adulți, dându-i o mare parte din sens, bazându-se pe experiența vastă dobândită în această direcție. El, și apoi predecesorii lui, au făcut distincția între andragogie și pedagogie. Ipotezele referitoare la elevii adulți, formulate de Lindeman, în 1926, susținute de cercetări ulterioare, care au constituit fundamentul teoriei învățării adulților, sunt:
1. Adulții sunt motivați să învețe pe măsură ce experimentează nevoi și interese pe care învățarea le va satisface.
2. Orientarea învățării adulților este centrată pe viață.
3. Experiența este cea mai bogată sursă pentru învățarea adulților.
4. Adulții au o nevoie profundă de auto-direcționare.
5. Diferențele individuale între oameni cresc odată cu vârsta.

În încercarea de a defini când un elev este adult, Knowles a abordat două perspective diferite, una psihologică și alta sociologică. Knowles a încercat să dezvolte o teorie special pentru învățarea adulților, a încercat să valorifice stilurile unice și punctele forte de învățare ale cursanților adulți. Impactul lui a fost unul esențial în educația adulților prin exprimarea condițiilor, metodelor și problemelor educației adulților. Ipotezele, formulate de el în acea perioadă, sunt:
1. Conceptul de sine: trecerea de la statutul de persoană dependentă, în calitate de elev, la persoană care se auto-dirijează, se implică responsabil în planificarea și evaluarea propriului proces de învățare.
2. Experiența: fructificarea experiențelor personale dobândite ca resursă de învățare.
3. Disponibilitatea de a învăța: circumstanțele de viață și dorința de dezvoltare, determină momentul și alegerea direcțiilor de învățare.
4. Orientarea spre învățare: centrarea pe rezolvarea de probleme, mai degrabă decât pe subiect.
5. Motivația învățării: predominant intrinsecă, conștientă de beneficiile rezultate.

Evoluția conceptului de andragogie este esențială pentru înțelegerea domeniului practic al educației adulților, adeseori acestea fiind folosite ca sinonime, ambele reprezentând implicarea adulților în învățare.

### Principii ale învățării adulților
Premisele care stau la baza andragogiei, ca teorie a învățării adulților, sunt:
1. Elevii adulți au o perspectivă clară asupra nevoilor lor
2. Maximul semnificativ al învățării pentru adulți se atinge numai atunci când experiențele lor de viață sunt incluse în instruirea pe care o primesc.

Perspectiva pe care o oferă andragogia este marcată de necesitatea abaterii de la curriculum-ul tradițional „centrat pe subiect” și „structurat pe profesor” și metodologia de predare a adulților.
Specificațiile principiilor învățării adulților pot fi rezumate astfel:
- adulții învață pe tot parcursul vieții, în moduri diferite, momente diferite și cu scopuri diferite
- au diverse stiluri de învățare, strategii pentru codificare informațiilor, proceduri cognitive, configurări mentale
- le place ca activitățile de învățare să fie centrate pe probleme, să fie semnificative pentru situații de viață și cu rezultate aplicabile imediat
- experiențele lor din trecut pot reprezenta bariere sau resurse de învățare
- eficiența învățării este legată de conceptul de sine în calitate de elev

### Caracteristici ale învățării adulților
Două caracteristici distinctive ale învățării adulților, frecvent menționate de teoreticieni, se referă la autonomia de direcție în actul învățării și utilizarea experienței personale ca resursă a învățării.
Pentru o mai bună înțelegere, Cyril O. Houle, 1961; M. Knowles, 1980 & 1984; Roger Hiemstra și Burton Sisco, 1990; Alan Rogers, 2007, profesori la universități de prestigiu din Statele Unite ale Americii și Regatul Unit al Marii Britanii, cu o bogată activitate de cercetare și studiu în domeniul educației adulților, au formulat următoarele caracteristici:
- La nivel de grup: adulții, în calitate de elevi, alcătuiesc un grup cu nevoi, probleme, cerințe, atitudini și perspective distincte, un grup variat în ceea ce privește vârsta, experiența, nivelul de cunoaștere, comunicare și stiluri de învățare. Ei pot fi de etnii, rase, religii, sexe diferite și pot proveni din toată lumea. Această diversitate trebuie respectată și transformată într-o resursă importantă în situațiile de învățare.
- La nivel de individ sunt:
  - autonomi, independenți și auto-dirijați, ceea ce presupune ca toate eforturile de învățare să fie colaborative, participative și democratice, pentru a se maximiza învățarea.
  - orientați spre obiective, ceea ce presupune o enunțare clară a modului în care programul de formare ajută la atingerea obiectivelor, personale sau profesionale, prevăzute.
  - voluntari, adică participare voită, liber consimțită, la procesul de învățare, fără presiuni sau constrângeri.
  - centrați pe rezultate, ceea ce face ca obținerea rezultatelor anticipate, ca urmare a participării la activitățile de învățare, să fie foarte importantă, pentru a nu se demotiva.
  - orientați pe relevanță, trebuie să înțeleagă modul în care programul de formare îi ajută în satisfacerea nevoilor lor.
  - resurse de experiență și cunoaștere, care trebuie respectate și valorificate pe parcursul procesului de învățare,  pentru a le crește nivelul de încredere și comunicare.
  - maturi, în ciuda statutului lor temporar de elev. Respectul acordate omului, experienței și cunoștințelor acumulate, facilitează procesul de învățare.
  - motivați, în legătură directă cu nevoile și cerințele lor imediate, ceea ce înseamnă că sunt motivați intrinsec cu multă curiozitate, explorare activă și spontaneitate. Motivația extrinsecă, determinată de o anumită situație externă, poate fi de exemplu de natură financiară, sau de evitare a unor consecințe negative. Este foarte importantă identificarea acestor factori intrinseci sau extrinseci ai învățării, pentru menținerea interesul pentru actul învățării și utilizarea de variate metode de învățare, care să răspundă stilurilor de învățare diferite.
  - pragmatici și practici, trebuie să vadă relevanța, utilitatea și beneficiile activității de învățare.
  - disponibili spre învățare din dorința de a face față în mod eficient situațiilor de viață, ceea ce face ca procesul de predare- învățare să  trebuiască să răspundă acestora.
  - orientați spre învățare, dobândirea de noi cunoștințe și noi abilități printr-un program de învățare trebuie să fie mai degrabă practică decât teoretică.
  - rezistenți la schimbare, ceea ce presupune conectarea vechilor concepte cu cele noi introduse, aprofundarea cauzelor care produc schimbarea și stimularea explorării active.
  - responsabili pentru rezultatele învățării lor.
  - sociabili, pot dezvolta rețele și comunități de învățare care să accelereze ritmul procesului de învățare.
- Factori personali de influență:
  - stima de sine și imaginea de sine, factori foarte importanți care pot influența procesul de învățare, atât în sens negativ, cât și pozitiv. Construirea unei imagini de sine pozitive și a unei stime de sine ridicate trebuie să fie scopul oricărei situații de formare - învățare. Experiențele de învățare oferite trebuie să fie pozitive, să sporească încrederea, moralul, stima de sine și să susțină imaginea de sine.
  - opiniile, valorile și convingerile, factori care trebuie stabiliți prin oferirea oportunității de exprimare a acestor credințe și valori personale.Curriculum-ul formării trebuie conceput astfel încât să respecte opiniile, valorile și credințele tuturor.
  - responsabilitățile multiple, cerințele multiple care îngreunează stabilirea priorităților și reduce timpul de învățare, presupun conceperea unui curriculum flexibil.
  - potențial fizic în scădere, anumite limitări care trebuie cunoscute astfel încât să se ofere oportunități pentru dobândirea abilităților cognitive, afective și psihomotorii.
  - bariere emoționale, cauzate de experiențe negative din trecut, care împiedică procesul de învățare semnificativă.

### Stiluri ale învățării adulților
Malcom Knowles, în teoria sa despre învățarea adulților, formulată în 1972 și revizuită în 1980, prezintă adulții drept elevi motivați și auto-direcționați, cu așteptarea de a fi independenți în luarea deciziilor, valorificând experiența personală și dorind respect, beneficiari ai procesului de maturizare care presupune trecerea de la:
- dependență la autonomie
- pasivitate la activitate
- subiectivitate la obiectivitate
- ignoranță la iluminare
- responsabilități minimale la responsabilități multiple
- centrarea pe detalii la centrarea pe principii
- imitație la originalitate
- impulsivitate la raționalitate
- interese înguste la interese generale

În actul educațional trebuie să se facă trecerea de la pedagogie, la andragogie. Există multă literatură referitoare la semnificația și locul andragogiei. The Andragogy Group (1981) de la Universitatea din Nottingham, Anglia, vorbesc despre pedagogie cu adulți versus andragogie. În contextul african, Charles Kabuga (1977)afirmă că educația care se bazează pe autoritatea profesorului și folosește tehnici pedagogice este opresivă, tăcută și domesticitoare, o cultură statică, pe când andragogia se bazează pe o cultură dinamică, este relevantă și semnificativă la toate nivelurile de educație. Jindra Kulich, fost director al Center for Continuing Education din cadrul University of British Columbia, Vancouver, subliniază că educația pentru adulți din țările din Europa de Est este privită la modul foarte general, astfel încât să includă programe educaționale formale, non-formale și culturale. 
Dezvoltarea andragogiei, ca model diferit de instruire, ajută la remedierea abordărilor pedagogice și îmbunătățește actul predării pentru adulți prin eliminarea tensiunilor, resentimentelor, frustrărilor, rezistenței provocate de modelul pedagogic, care nu ține seama de schimbările de dezvoltare ale adulților. Relația dintre pedagogie și andragogie nu este una liniară, cu un punct de intrare și unul de ieșire exact definite, ci este o relație dinamică, fluidă, care trebuie să țină cont de capacitățile cognitive și aptitudinile cursantului care îl situează în spectrul învățării. 
| Referitor la:                | Pedagogie                                                                           | Andragogie |
| ---------------------------- | ----------------------------------------------------------------------------------- | --- |
| Conceptul de cursant         | cursant dependent                                                                   | cursant auto-dirijat |
| Conceptul de cursant         | responsabilitatea revine profesorului: ce, cum, când și dacă a fost învățat         | profesorii încurajează și cultivă |
| Rolul experienței personale  | experiență săracă și puțin valoroasă                                                | experiență bogată și valoroasă |
| Rolul experienței personale  | dobândirea experienței pe baza materialelor scrise, audio vizuale, ale profesorului | învață din experiență, împărtășirea experienței |
| Rolul experienței personale  | tehnicile primare includ: prelegerea, lectura dirijată, prezentări audio - video    | tehnicile primare constau în: experimentare, discuții, rezolvarea de probleme, exerciții practice, experiențe din realitate                                         |
| Orientarea spre învățare     | proces de achiziționare a conținutului subiectului pentru a fi utilizat ulterior    | proces de dezvoltare sporită a competențelor, pentru a atinge potențialul maxim în viață, capacitatea de a aplica cunoștințele și abilitățile mai eficient ulterior |
| Disponibilitatea de învățare | constrângeri impuse de societate curriculum standard                                | experimentarea nevoii de învățare în jurul categoriilor de aplicații de viață                                                                                       |

Analiza condițiilor de învățare ale cursanților și principiile corespunzătoare predării relevă:
| Condițiile de învățare                                                                                          | Principiile de predare |
| --- | --- |
| Nevoia de a învăța                                                                                              | Expunerea la noi posibilități de auto-împlinire Clarificarea aspirațiilor Stabilirea decalajului dintre aspirații și nivelul prezent Identificarea problemelor de viață cauzate de lacunele existente                                                                      |
| Mediul de învățare: confort, încredere, respect, altruism, libertate de exprimare, acceptare a diferențelor     | Crearea de condiții confortabile învățării Acceptarea cursanților ca persoane valoroase, respectarea sentimentelor și ideilor lor Construirea de relații de încredere, de ajutor reciproc, cu activități de cooperare Acceptarea profesorului ca persoană resursă și coleg |
| Perceperea obiectivelor învățării ca fiind obiective personale                                                  | Implicarea în procesul reciproc de formulare a obiectivelor de învățare, ținând cont de nevoile de învățare ale instituției, societății, profesorului, cursantului. |
| Aceptarea împărțirii responsabilității pentru planificarea și punerea în practică a unei experiențe de învățare | Împărtășirea opțiunilor disponibile în proiectarea, alegerea materialelor și metodelor experienței de învățare, de comun acord |
| Participarea activă la procesul de învățare                                                                     | Implicarea în organizarea experienței de învățare și asumarea responsabilității |
| Utilizarea experienței ca resursă în procesul de învățare                                                       | Crearea oportunității de valorificare a experienței personale. Oferirea de exemple din experiența proprie, potrivite direcției de formare |
| Progresul pe direcția obiectivelor                                                                              | Implicarea în elaborarea criteriilor de măsurare a obiectivelor, dezvoltarea și aplicarea procedurilor de autoevaluare |

Concret:
- încadrarea învățării în contextul realității în care va fi aplicată
- precizarea beneficiului real pentru creșterea receptivității și dorinței de a învăța
- stimularea implicării și creșterea relevanței prin valorificare poveștilor și exemplelor personale
- oferirea de opțiuni în ceea ce privește activitățile de învățare
- fructificarea curiozității naturale pentru a capta atenția și a stimula dorința de a explora

Tipurile de învățare ale adulților de care trebuie să ținem cont sunt:
- Afectiv - la care învățarea implică formarea de atitudini, sentimente și preferințe.
- Comportamental - la care învățarea include dezvoltarea de competențe în îndeplinirea efectivă a procedurilor, operațiilor, metodelor și tehnicilor.
- Cognitiv - la care învățarea include dobândirea de informații și concepte legate de conținutul cursului (capacitatea de a analiza conținutul și de a-l aplica în situații noi).

Stilurile de învățare se referă la modalitatea preferată, predominantă, de receptare, prelucrare, stocare și reactualizare a informațiilor. Se diferențiază următoarele stiluri de învățare:
- după componenta genetică implicată: auditiv, vizual, tactil și kinestezic
- după emisfera cerebrală activată predominant: stilul global (cu dominanță dreaptă) și stilul analitic sau secvențial (cu dominanță stângă)

| Stilul de învățare | caracteristicile comportamentului de învățare |
| ------------------ | --- |
| Stilul Auditiv     | verbalizează acțiunea în timpul realizării ei pentru a învăța, învață prin ascultare, buni povestitori, eficienți în discuțiile de grup, le place să vorbească mai mult decât să scrie, sunt ușor distrași de zgomote |
| Stilul Vizual      | este important să vadă textul scris, învață prin elemente vizuale de tipul hărților, diagramelor, ilustrațiilor, imaginilor, capabili de asociații vizuale puternice, ordonați, îngrijiți, pentru fixarea cunoștințelor recitesc sau rescriu materialele, au probleme cu reamintirea instrucțiunilor verbale dacă nu sunt notate. |
| Stilul Kinestezic  | învață prin experimentare, se exprimă predominant prin gesturi și comunicare nonverbală, memorizează făcând, simte nevoia să se implice fizic în activitatea de învățare. |